# Павловка (Васильевский район)
Павловка (укр. Павлівка) — село,
Пятихатский сельский совет,
Васильевский район,
Запорожская область,
Украина.
Код КОАТУУ — 2320985809. Население по переписи 2001 года составляло 174 человека.

## Географическое положение
Село Павловка находится на расстоянии в 2 км от села Новояковлевка (Ореховский район).

## История
- 1890 — дата основания.